# Lãnh thổ bao bọc và lãnh thổ tách rời
- A:
  - sở hữu 5 vùng tách (A1, A2, A3, A4, và A5): không thể đi từ phần chính của A đến bất kỳ phần nào trong số này bằng cách chỉ đi qua lãnh thổ của A; tuy nhiên
    - A1 và A2 không phải là vùng bao: không vùng đất nào trong số chúng bị bao quanh bởi một lãnh thổ "nước ngoài" duy nhất;
    - A3 là vùng bao: nó bị bao quanh hoàn toàn bởi B;
    - A4 và A5 là vùng nghịch bao, hay vùng bao thứ cấp: lãnh thổ thuộc về A mà lại bị bao quanh bởi một vùng bao nữa tên E;

  - chứa 1 vùng bao (E): lãnh thổ "đất ngoại" hoàn toàn bị bao quanh bởi lãnh thổ của A;
  - chứa 1 vùng nghịch nghịch bao, hay vùng bao cấp 3 (E1).
- B:
  - chứa 2 vùng bao (A3 và D).
- C:
  - lãnh thổ liên tiếp không bị tách rời.
- D:
  - là một lãnh thổ bị bao: nó là lãnh thổ liên tiếp không bị tác rời, nhưng lãnh thổ của nó bị hoàn toàn bao quanh bởi một lãnh thổ "ngoại" (B).
- E:
  - là một lãnh thổ bị bao: nó ở trong A;
  - chứa 2 vùng bao (A4 và A5), vùng đất mà là vùng nghịch bao của A;
  - sở hữu 1 vùng nghịch bao (E1), vùng đất mà là vùng nghịch nghịch bao được nhìn nhận từ A và bị chứa trong A5.

Lãnh thổ bao bọc (thực chất là lãnh thổ bị bao bọc; gọi ngắn là vùng bao, đất bao; tiếng Anh: enclave) là lãnh thổ (hoặc một phần của lãnh thổ) được bao quanh hoàn toàn bởi lãnh thổ của một nhà nước hoặc thực thể khác. Vùng bao cũng có thể tồn tại trong địa phận lãnh hải.:60 Vùng bao đôi khi được sử dụng không chính xác để biểu thị một lãnh thổ chỉ được bao quanh một phần bởi một nhà nước khác. Thành phố Vatican và San Marino, cả hai đều bị bao bọc bởi Ý, và Lesotho bị bao bọc bởi Nam Phi, là những quốc gia có chủ quyền hoàn toàn bị bao quanh.
Lãnh thổ tách rời (gọi ngắn là vùng tách, đất tách, đất ly (Không nhầm lẫn với Chủ nghĩa ly khai)) (từ tiếng Pháp: exclavé, ghép tạo ra từ ex: rời, và clavis: chìa khóa; tiếng Anh: exclave) là một phần của nhà nước hoặc lãnh thổ được ngăn cách về mặt địa lý với phần chính bởi lãnh thổ ngoại (của một hoặc nhiều nhà nước) bao quanh. Nhiều vùng tách cũng là vùng bao, nhưng không nhất thiết phải như vậy vì một vùng tách có thể được bao quanh bởi nhiều nhà nước. Vùng ngoại địa tách rời Nakhchivan của Azerbaijan là một ví dụ về vùng đất tách không phải là vùng đất bao (giáp ranh với Armenia, Thổ Nhĩ Kỳ và Iran).
Lãnh thổ bán bao và lãnh thổ bán tách là những khu vực mà nếu không sở hữu đường biên giới bờ biển không bị bao quanh (đường bờ biển tiếp giáp với vùng biển quốc tế), thì sẽ là vùng bao hoặc vùng tách.:116:12–14 Vùng bán bao và bán bán tách có thể tồn tại với tư cách là các quốc gia độc lập (Monaco, Gambia và Brunei là các vùng bán bao), trong khi các vùng tách và bán tách luôn chỉ là một bộ phận của một quốc gia có chủ quyền (như Oblast Kaliningrad).
Lãnh thổ cận tách là một bộ phận của lãnh thổ của một quốc gia có thể được tiếp cận một cách thuận tiện — cụ thể là bằng phương tiện giao thông có bánh — chỉ qua lãnh thổ của một quốc gia khác.:283 Các vùng cận tách còn được gọi là vùng tách hoạt động hoặc vùng tách thực tế.:31 Nhiều vùng cận tách có giáp ranh một phần lãnh hải của chúng (tức là chúng không bị bao quanh bởi lãnh hải của các quốc gia khác), chẳng hạn như Point Roberts, Washington và Góc Tây Bắc của Minnesota. Một vùng cận tách cũng có thể tồn tại hoàn toàn trên đất liền, chẳng hạn như khi các ngọn núi cao khiến một lãnh thổ không thể tiếp cận được từ các vùng khác của một quốc gia ngoại trừ lãnh thổ của nước ngoại. Một ví dụ thường là Kleinwalsertal, một phần thung lũng của Vorarlberg, Áo, chỉ có thể tiếp cận từ Đức về phía bắc.

## Lãnh thổ tách rời
Ví dụ về các Lãnh thổ tách rời của quốc gia như bang Alaska của Hoa Kỳ, vùng Kaliningrad của Liên bang Nga, Cộng hòa tự trị Nakhichevan của Azerbaijan, vùng Llívia của Tây Ban Nha trên dãy Pyrenees, vùng Ceuta và Melilla của Tây Ban Nha ở Maroc. Cho đến sau Chiến tranh thế giới thứ hai vùng Hohenzollern miền nam nước Đức là một trong hơn 60 exclavé của nhà nước Phổ..
Nhiều vùng tách rời có thể tiếp cận qua vùng biển quốc tế, ví dụ bang Alaska của Hoa Kỳ, vùng Kaliningrad của Liên bang Nga. Tuy nhiên vùng đất thuần túy tách rời qua vùng biển quốc tế, như Quần đảo Hawaii của Hoa Kỳ, Quần đảo Trường Sa của Việt Nam,... thì sự tách rời đó thường không nhấn mạnh.
Trước khi nước Đức thống nhất năm 1991 vùng Tây Berlin được CHLB Đức coi là Lãnh thổ tách rời, mặc dù Liên Xô và khối XHCN phản đối. Ngày nay người ta xếp hiện tượng này là không thật sự tách rời.

Bản đồ Baarle các vùng đất tách rời của Bỉ ở Hà Lan, và đến lượt nó lại có bao quanh các khu vực Hà Lan trong đó

## Lãnh thổ bao bọc
Cùng với khái niệm vùng tách rời, thì thuật ngữ vùng (bị) bao bọc (enclavé) thể hiện một vùng lãnh thổ bị bao quanh bởi chủ thể khác. Các quốc gia như Lesotho, San Marino, Vatican,... là quốc gia bị bao bọc như vậy .

## Các vùng da báo
Do những nguyên nhân lịch sử đặc biệt, sự hình thành biên giới các vùng lãnh thổ để lại hiện tượng da báo ở vùng giáp ranh, tức là nhiều Lãnh thổ tách rời của chủ thể này nằm trong lãnh thổ của chủ thể kia. Đặc biệt hơn, có thể xảy ra bao bọc nhiều cấp, tức là lãnh thổ C bị bao bọc trong A, và đến lượt mình một phần lãnh thổ A bị bao bọc trong C.
Hai vùng da báo quốc gia nổi tiếng, là:
- Biên giới ở giáp ranh vùng đô thị Baarle-Nassau ở nam Hà Lan và đô thị Baarle-Hertog tỉnh Antwerpen, Bỉ.[9][10]
- Vùng bao Ấn Độ - Bangladesh ở biên giới Ấn Độ- Bangladesh, nơi có đường biên phức tạp với các vùng bao nhiều cấp.[11][12]